# Otto Appel (Biologe)
Gustav Adolf Otto Appel (* 3. Januar 1897 in Würzburg; † 1976) war ein deutscher Biologe.

## Leben
Er war der Sohn des späteren Geheimen Regierungsrates Otto Appel und dessen Ehefrau Anna, geborene Schauffert. Nach dem Besuch des Gymnasiums in Berlin schlug er – unterbrochen vom Ersten Weltkrieg – eine ähnliche Laufbahn wie sein Vater ein. Zum 1. November 1932 trat er der NSDAP bei (Mitgliedsnummer 1.393.627). 1934 wurde er Direktor des Instituts für Pflanzenkrankheiten und der Hauptstelle für Pflanzenschutz in Landsberg (Warthe). 
Otto Appel war Mitglied des Reichsbundes Deutscher Diplomlandwirte (RDL).